# Nötskrika
Nötskrika (Garrulus glandarius) är en fågel som tillhör familjen kråkfåglar. Den förekommer i ett vidsträckt område i den palearktiska regionen, från västra Europa och nordvästra Afrika österut till Asiens östra kust och söderut i Sydostasien. Utseendemässigt uppvisar den en mängd variationer och delas upp i ett flertal underarter. I sittande ställning syns främst den rödgrå till beigeröda kroppen men i flykten visar den upp sina starkt kontrasterande vingar och stjärt i svart och vitt med inslag av ljusblått. Dess hesa varningsläte, som även används som lockläte, är karaktäristiskt och hörs långt. Dess sång, som hörs om vårvintern, är i stället lågmäld och har en djup, visslande klang.
Nötskrikan lever parvis under häckningstiden, annars familjevis eller i spridda flockar. Boet placeras i träd. Den lägger 5–8 ägg. Bägge föräldrarna matar ungarna och fortsätter med detta även när de blivit ganska stora. Födan är mycket varierad. Den lever av bland annat frukt, insekter, kräldjur, fågelägg och fågelungar och mindre däggdjur. På hösten hamstrar den föda som den lever av på vintern. I de södra delarna består födan då främst av nötter och ekollon.
Nötskrikan har ett mycket stort utbredningsområde och en mycket stor global population. Den bedöms inte vara hotad och IUCN kategoriserar den som livskraftig.

## Utbredning och taxonomi
Nötskrikan var en av de arter som Linné ursprungligen beskrev i sin Systema naturae från 1700-talet. Han placerade den i gruppen med kråkfåglar under namnet Corvus glandarius.
Den förekommer i ett vidsträckt område i den palearktiska regionen, från västra Europa och nordvästra Afrika österut till Asiens östra kust och söderut i Sydostasien.
Världspopulationen av nötskrika uppvisar en mängd variationer med mycket komplexa släktskap och ofta klinala övergångar. Vissa delar upp arten i så många som ett fyrtiotal olika underarter. Föga är känt om kontaktzonerna mellan dessa underarter och arten kan möjligen omfatta mer än en art. Man brukar placera underarterna i sju (Vaurie 1954) till åtta (Madge & Burn 1994) grupper. Listan nedan med följer IOC för underarterna och Clements et al. för underartsgrupperna: Klicka på ”Visa” för att se listan med underarter.
| Lista med underarter: |
| --- |
| - Nominatgruppen glandarius med ett tiotal underarter som har sin främsta utbredning i västra Europa - hibernicus – Irland - rufitergum – Skottland, England, Wales och nordvästra Frankrike - europeisk nötskrika glandarius – norra och centrala Europa till Uralbergen - fasciatus – Iberiska halvön - corsicanus – Korsika - ichnusae – Sardinien - albipectus – Italien, Sicilien och Dalmatien - graecus – västra Balkan inklusive Grekland - ferdinandi – östra Bulgarien och norra Turkiet - cretorum – Kreta - glaszneri – Cypern - cervicalis-gruppen med tre underarter har sin utbredning i norra Afrika. - whitakeri – norra Marocko och nordvästra Algeriet - minor – centrala Marocko och Atlasbergen i norra Algeriet - cervicalis – norra och nordöstra Algeriet samt Tunisien - atricapillus-gruppen består av fem underarter med en utbredning i Mellanöstern, på Krimhalvön och i Turkiet. - samios – Samos i Egeiska havet - anatoliae – västra Turkiet till västra Iran och norra Irak - iphigenia – Krimhalvön - krynicki – nordöstra Turkiet och Kaukasus - atricapillus – västra Syrien, västra Jordanien och Israel - Underarten hyrcanus, som lever i skogarna i bergskedjan Elburzi norra Iran, placeras av Madge & Burn 1994 i en egen grupp, men placeras ofta i underartsgruppen cervicalis. - brandtii-gruppen förekommer med tre underarter i Sibirien från Ural och österut till Norra Japan och Korea - brandti – södra Sibirien, norra Mongoliet, nordvästra och nordöstra Kina, Korea och norra Japan - kansuensis – centrala Kina - pekingensis – östra Kina - japonicus-gruppen förekommer med tre underarter på de södra japanska öarna - japonicus, inklusive hiugaensis – Honshu, Oshima och Kyushu i centrala och södra Japan - tokugawae – ön Sado utanför Honshu - orii – Yakushima i södra Japan - bispecularis-gruppen, med sex underarter, har sin främsta utbredning i områdena runt om Himalaya. - sinensis – norra Myanmar samt södra och östra Kina - haringtoni – västra Burma - taivanus – Taiwan - bispecularis – västra Himalaya till västra Nepal - interstinctus – östra Himalaya - persaturatus – nordöstra Indien - leucotis-gruppen, med två underarter (men vissa placerar underarten leucotis ensam i denna grupp) har sin utbredning i Östra Myanmar, norra Thailand, Laos och Vietnam. - oatesi – nordvästra Myanmar - leucotis – centrala Burma till centrala och södra Indokina |

Sedan 2016 urskiljer Birdlife International och naturvårdsunionen Internationella naturvårdsunionen bispecularis-gruppen och leucotis (utan oatesi) som de egna arterna blekkronad nötskrika respektive vitkindad nötskrika.
Den är mestadels en stannfågel men populationerna som har sin utbredning i bergiga områden i Asien gör årsvisa höjdförflyttningar De nordligaste häckpopulationerna kan vissa vintrar uppträda som strykfåglar. Vissa år observeras exempelvis stora mängder av sträckoroliga nötskrikor vid Norrlandskusten.

### Utbredning i Sverige
I Sverige häckar den allmänt i de södra och mellersta delarna, samt upp till och med mellersta Norrland. Nötskrikan är Sveriges talrikaste kråkfågel.

## Utseende och fältkännetecken

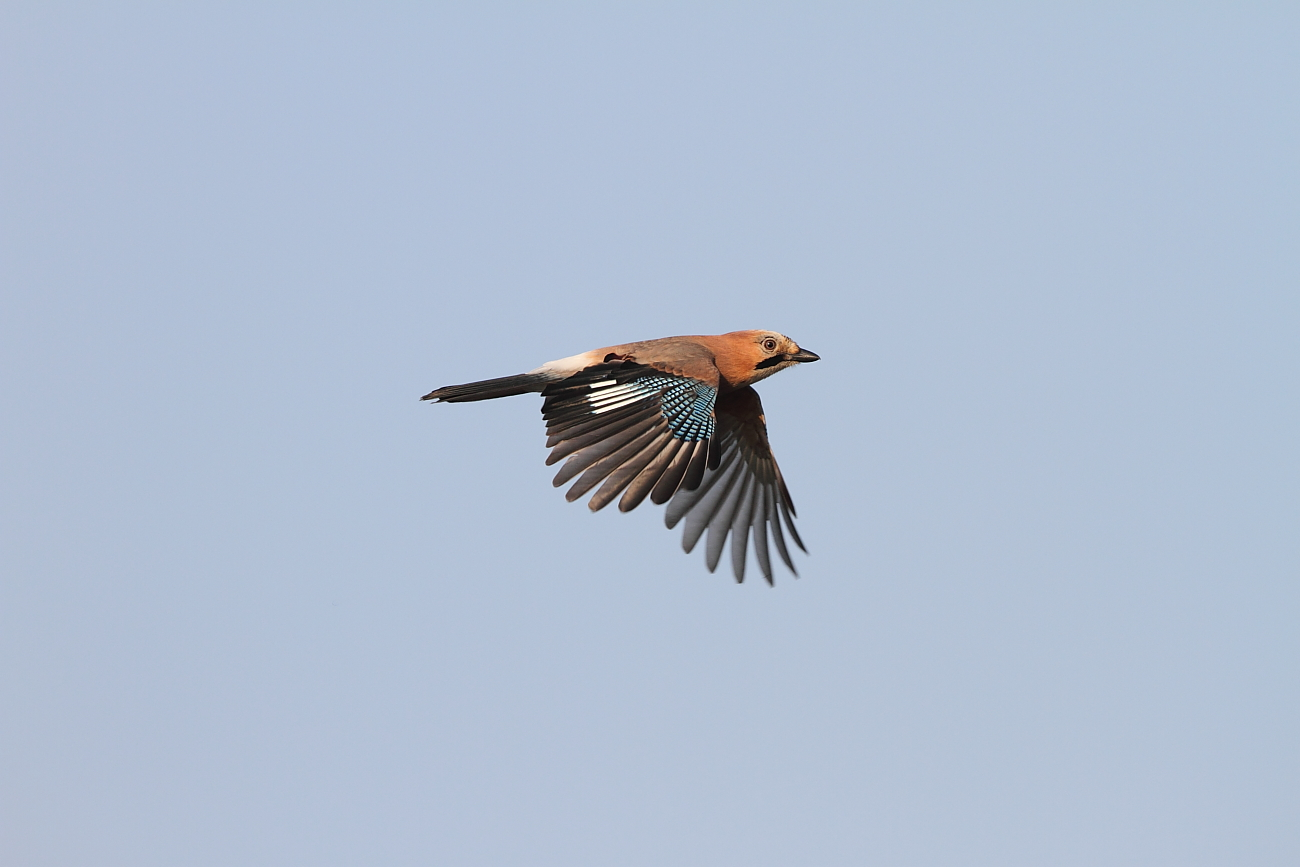
I flykten är nötskrikan mycket kontrastrik med sina vitsvarta vingar, vita övergump och svarta stjärt.

Nötskrikan har en iögonfallande färgning. Kroppen är i huvudsak rödgrå eller beigeröd. Den har vitaktig panna och strupe, svarta fläckar på hjässan och svart mustaschstreck på sidan av huvudet och vit gump. Vingarna är utåt svarta med en stor vit fläck. Vingarna är brunröda längre in mot kroppen. De större vingtäckarna är azurblå, med svarta tvärstreck. Stjärten är svart. Den känns igen på sin korta, runda näbb, som bakom den nedböjda spetsen är försedd med raka käkkanter och hak. Vingarna är korta och trubbiga, stjärten lång och avrundad, fjäderbeklädnaden yvig och silkeslen och huvudet har en tofs. Kroppslängden är 32–37 cm, vingspannet 54–58 cm. Den väger ungefär 170 gram.
Den flyger tyst och svävande och rör sig med lätthet mellan träden. På marken är dess rörelser mer otympliga och hoppande.

### Geografiska skillnader i morfologi

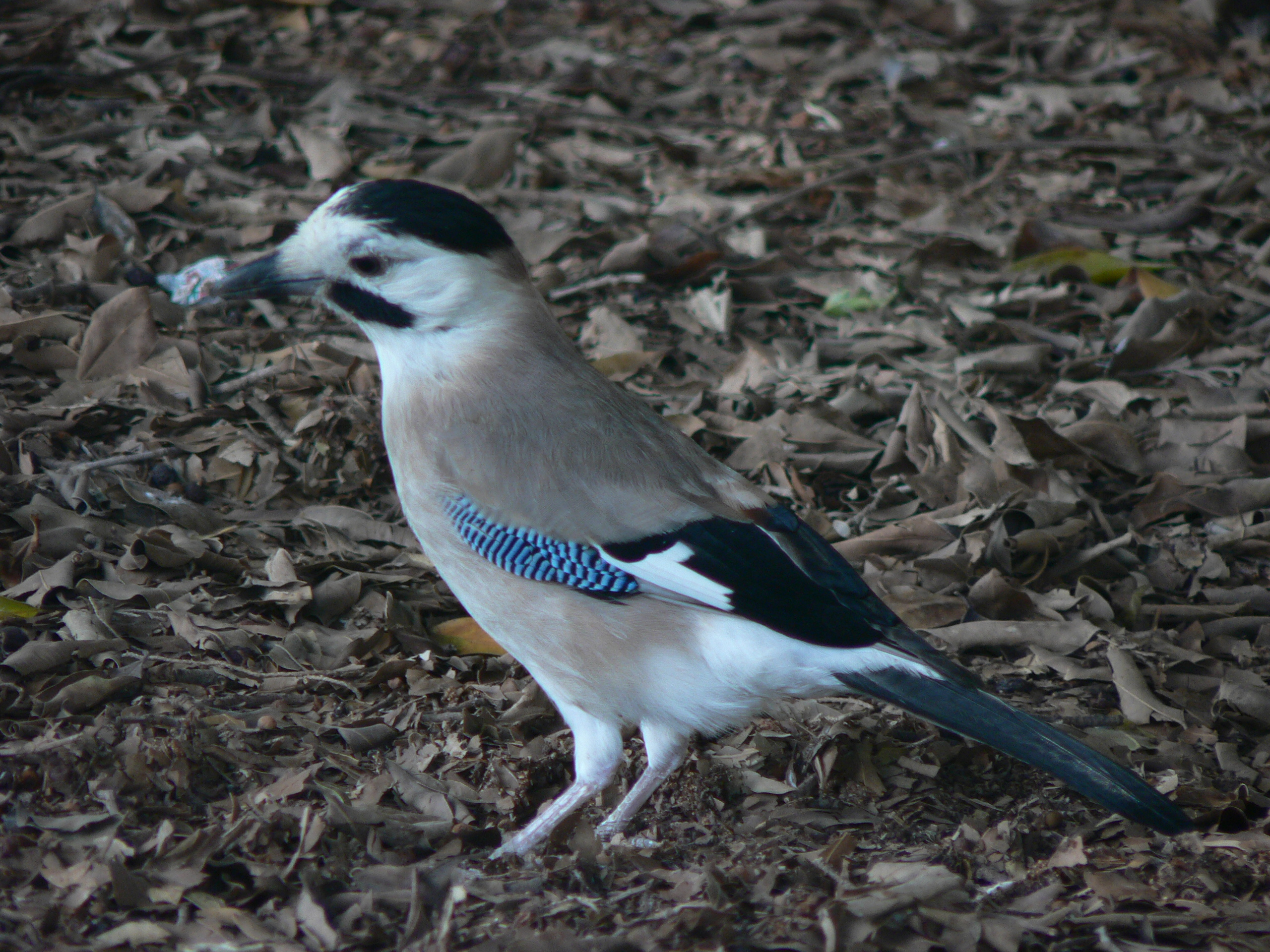
Typiskt utseende för nötskrika ur underartsgruppen atricapillus.

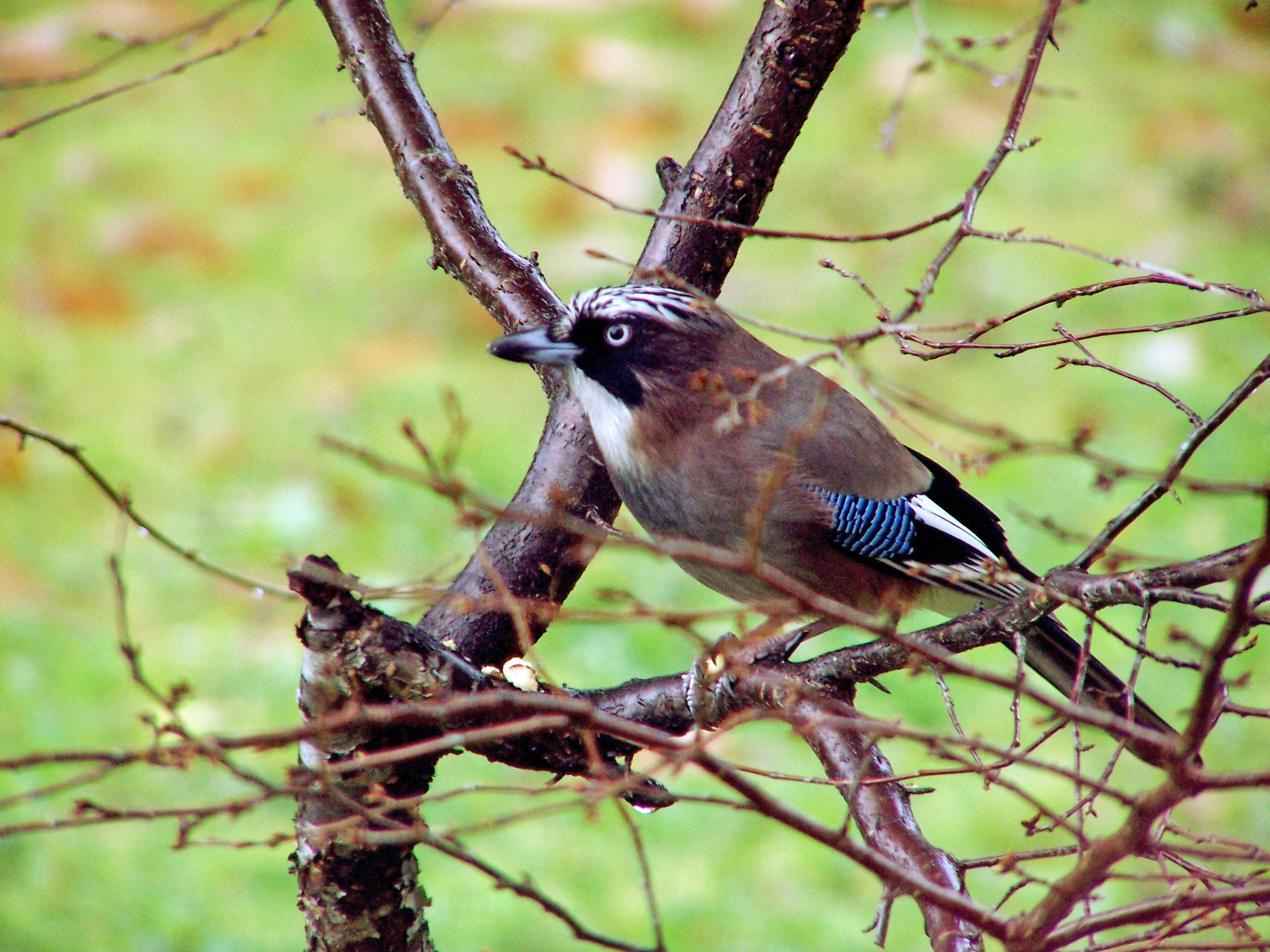
Nötskrika ur underartsgruppen japonica. Notera det svarta ansiktet och den tydligt fläckade hjässan.

- Nominatgruppen har streckad hjässa.
- Cervicalis-gruppen har roströd nacke, grå mantel, mycket ljusa sidor på huvudet och svart hjässa.
- Atricapillus-gruppen har ett mycket ljust, nästan vitt ansikte, strupe och nacke med bara antydan till ljust roströd färg och i övrigt svart hjässa.
- Underarten G. g. hyrcanus är mindre än arterna i cervicalis-gruppen och har svart panna och bredstreckad hjässa.
- Brandtii-gruppen har streckad hjässa, rödaktigt huvud, mörk iris och grå mantel.
- Leucotis-gruppen saknar vitt på vingarna, har vit panna, svart hjässa och mycket vitt på sidorna av huvudet.
- Bispecularis-gruppen har ostreckad hjässa och saknar vita vingband.
- Japonicus-gruppen har ett stort vitt vingband, svart ansikte, vit strupe, roströd nacke och mantel och vit hjässa med tydliga svarta längsgående prickar.

### Läte
Vanligast är ett högljutt skränande och hest läte (räk, räk) som främst används som varningsläte men ibland även som lockläte. Nötskrikan har också ett jamande läte som liknar ormvråkens och den kan härma andra fåglar, särskilt duvhök. Dessutom har nötskrikan en lågmäld sång som hörs om vårvintern, och som har en djup visslande klang.

## Ekologi

### Häckning

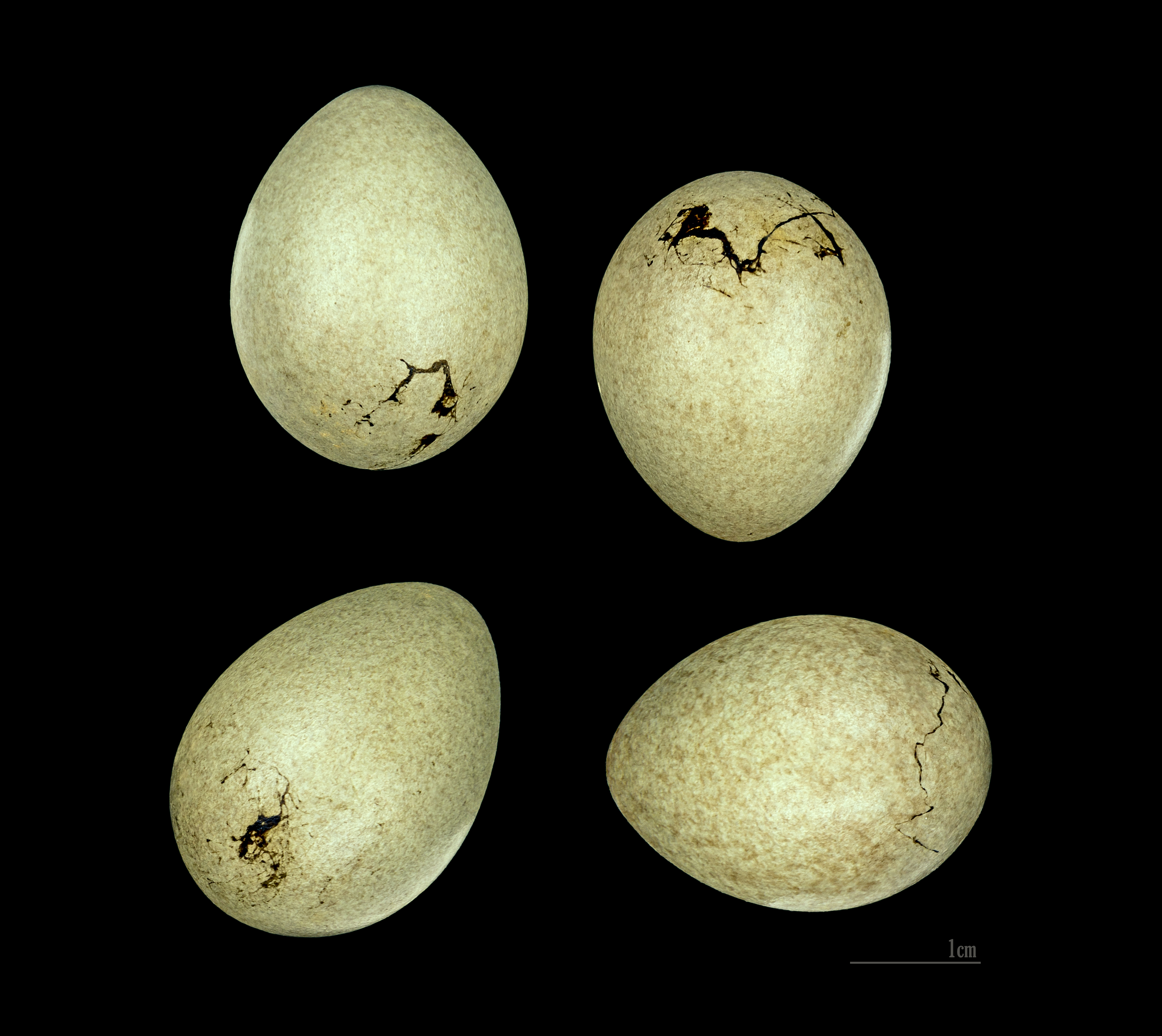
Ägg av nötskrika.

Nötskrikan lever parvis under häckningstiden, annars familjevis eller i spridda flockar. Boet placeras i träd, ofta gran, 2–10 meter över marken. Det består av grenar och strån som invändigt fodras med rötter, mossa och liknande material. Äggen (5–8 st) är ljust grågröna, tätt fläckade med brunt. Dessa kläcks efter 16–19 dagar. Båda könen matar ungarna, och fortsätter med detta även när de blivit ganska stora. Ungarna är kvar i boet i 19 till 20 dagar. Nötskrikan lägger bara en kull om året.

### Föda
Födan är mycket varierad. Den lever av många sorters frukter, insekter, kräldjur, fågelägg och fågelungar, smärre däggdjur med mera. På hösten hamstrar den föda som den senare lever av på vintern. I de södra delarna består födan då främst av nötter och ekollon. Norr om ekens utbredningsområde är dess vinterföda inte lika bra känd. Bland annat hamstrar den spillsäd, frön, frukt och talg. Där deras vinterområden möts förekommer det att nötskrikan i mindre utsträckning parasiterar på den föda som lavskrikor hamstrar.

## Nötskrikan och människan

### Status och hot
Nötskrikan har ett mycket stort utbredningsområde och en mycket stor global population. Den bedöms inte vara hotad och IUCN kategoriserar den som livskraftig (LC); dock urskiljer IUCN bispecularis-gruppen och leucotis som egna arter. Dessa bedömer IUCN därför separat.

### Namn
Dialektalt har nötskrikan haft flera olika namn, exempelvis på Gotland där den kallats aidskräika eller aldskreika. På fornnordiska betydde aldin generellt ’trädfrukt’ medan det på fornsvenska fått den mer specifika betydelsen ’ollon’. På samma sätt kallades den i Blekinge för akarnaskrika där akarn på blekingskt bygdemål betyder ’ollon’. Den har också bara kallats ollonskrika. I Östergötland har den kallats kornskrika och i Skåne för skogsskata. I delar av Norrland har den kallats rågskrika och lokalt har den även kallats pärskira, ’pärskrika’, och skogsskira.[källa behövs]

### Folktro
I folktron i vissa delar av Sverige ansågs nötskrikan vara en lyckobringade fågel som exempelvis kunde ge god jaktlycka. I andra delar av landet var den däremot en olycksfågel och där ansågs det att om man stötte på en nötskrika när man var på väg någonstans i ett ärende så var det bäst att vända om. Andra historier berättar även att nötskrikan var frun till vattenväsnet Näcken, som själv ansågs vara ett väsen med onda avsikter.